# Nikon D1

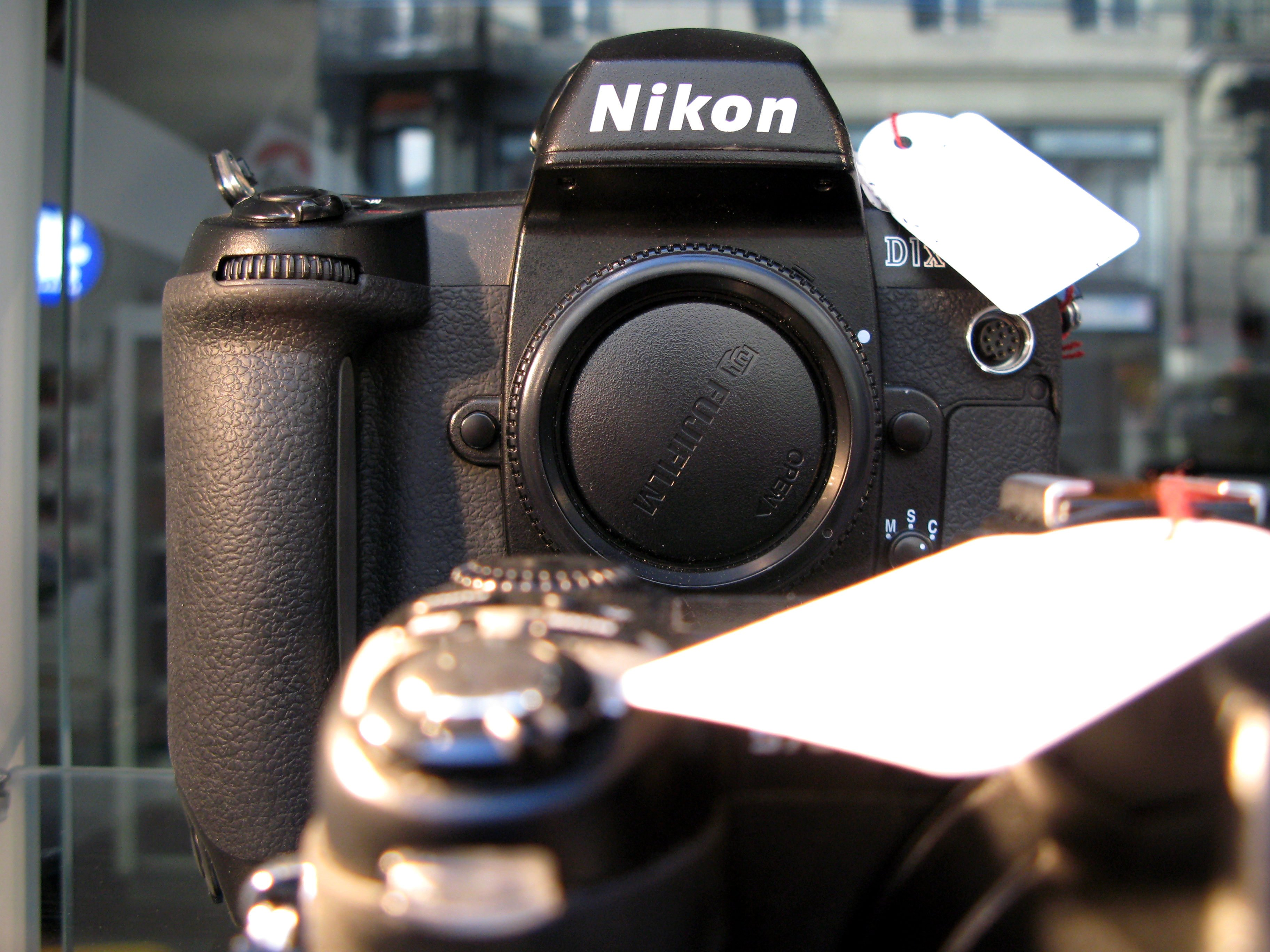
Nikon D1

Nikon D1, D1x, och D1H är digitala systemkameror med autofokus tillverkade av Nikon.
Nikon D1 lanserades i juni 1999. I februari 2001 meddelades att Nikon D1 uppdaterades i två versioner, D1x and D1H. Uppdateringarna innebar bland annat justeringar av användargränssnittet. D1x hade en sensor på sex megapixlar och D1H var baserad på den ursprungliga 2,74 megapixel D1-sensorn men med en större databuffert och bildhastighetsförmåga.